# Skitok
Skitok (biał. Скіток; ros. Скиток, Skitok; pol. hist. Skitek) – wieś na Białorusi, w obwodzie homelskim, w rejonie homelskim, w sielsowiecie Ciareszkawiczy, nad Sożą.
W XIX i w początkach XX w. położony był w Rosji, w guberni mohylewskiej, w powiecie homelskim. Następnie w granicach Związku Sowieckiego. Od 1991 w niepodległej Białorusi.